# Okręg Langres
Okręg Langres (fr. Arrondissement de Langres) – okręg w północno-wschodniej Francji. Populacja wynosi 46 800.

## Podział administracyjny
W skład okręgu wchodzą następujące kantony:
- Auberive,
- Bourbonne-les-Bains,
- Fayl-Billot,
- Laferté-sur-Amance,
- Langres,
- Longeau-Percey,
- Neuilly-l'Évêque,
- Prauthoy,
- Terre-Natale,
- Val-de-Meuse.